# Pseudocercospora davalliae
Pseudocercospora davalliae är en svampart som först beskrevs av A.K. Kar & M. Mandal, och fick sitt nu gällande namn av U. Braun & Crous 2003. Pseudocercospora davalliae ingår i släktet Pseudocercospora och familjen Mycosphaerellaceae.   Inga underarter finns listade i Catalogue of Life.